# Samogłoska prawie otwarta centralna
Samogłoska prawie otwarta centralna – typ samogłoski spotykany w językach naturalnych. Symbol, który przedstawia ten dźwięk w Międzynarodowym Alfabecie Fonetycznym, to ɐ (a odwrócone o 180°). W latach 2011–2012 komitet Międzynarodowego Towarzystwa Fonetycznego zagłosował przeciw dodaniu do MAF odrębnego symbolu (ᴀ) dla samogłoski otwartej centralnej niezaokrąglonej.
Zaokrąglenie tej samogłoski nigdy nie zostało sprecyzowane przez MAF, jednak w zdecydowanej większości przypadków jest to samogłoska niezaokrąglona. 

## Samogłoska prawie otwarta centralna niezaokrąglona

### Artykulacja

#### Wymowa
Podobnie do polskiego a, ale z językiem położonym nieznacznie wyżej.

#### Przykłady
| Język       | Język                  | Słowo  | MAF        | Tłumaczenie | Uwagi                                             |
| ----------- | ---------------------- | ------ | ---------- | ----------- | ------------------------------------------------- |
| angielski   | Received Pronunciation | up     | [ɐp]       | „w górę”    | Z reguły transkrybowana /ʌ/.                      |
| duński      | duński                 | spiser | [ˈsb̥iːˀsɐ] | „jem”       | Czasem transkrybowana /ʌ/.                        |
| kantoński   | kantoński              | 心     | [sɐm˥]     | „serce”     |                                                   |
| niemiecki   | niemiecki              | oder   | [ˈʔoːdɐ]   | „albo”      | Czasem transkrybowana /ʌ/.                        |
| portugalski | odmiana brazylijska    | saca   | [ˈsäkɐ]    | „worek”     | Odpowiada samogłosce [ə] w odmianie europejskiej. |

W niektórych językach występuje samogłoska otwarta centralna niezaokrąglona, nieposiadająca odrębnego symbolu IPA, zapisywana [ɐ̞], [ä] lub [ɑ̈] (najczęściej używany symbol to [ä]), kiedy niezbędne jest rozróżnienie:
| Język       | Język          | Słowo  | MAF       | Tłumaczenie   | Uwagi                                 |
| ----------- | -------------- | ------ | --------- | ------------- | ------------------------------------- |
| adygejski   | adygejski      | чӀвапь | [tɕʼʷäpʲ] | „ściana”      | Z reguły transkrybowana /a/ albo /ɝ/. |
| czeski      | czeski         | laska  | [ˈlɐ̞skɐ̞]  | „miłość”      | Z reguły transkrybowana /a/.          |
| hiszpański  | hiszpański     | malo   | [ˈmɐ̞lo̞]   | „zły”         | Z reguły transkrybowana /a/.          |
| limburski   | dialekt Hamont | zaak   | [zɐ̞ːk²]   | „sprawa”      | Z reguły transkrybowana /aː/.         |
| maryjski    | maryjski       | адакат | [ɐ̞dɐ̞kɐ̞t]  | „znów”        | Z reguły transkrybowana /a/.          |
| niemiecki   | niemiecki      | Ratte  | [ˈʀɐ̞tə]   | „szczur”      | Z reguły transkrybowana /a/.          |
| polski      | polski         | las    | [lɐ̞s]     | „las”         | Z reguły transkrybowana /a/.          |
| portugalski | portugalski    | vá     | [vɐ̞]      | „proszę iść!” | Z reguły transkrybowana /a/.          |
| rumuński    | rumuński       | cal    | [kɐ̞l]     | „koń”         | Z reguły transkrybowana /a/.          |

## Samogłoska prawie otwarta centralna zaokrąglona

### Artykulacja

#### Wymowa
Podobnie do polskiego a, ale z językiem położonym nieznacznie wyżej i z zaokrąglonymi ustami.